# Vaterpolo na Mediteranskim igrama 1979.
Vaterpolski turnir na MI 1979. održavao se u Splitu u Jugoslaviji.

## Konačni poredak
| Mj. | Država      |
| --- | ----------- |
| 1.  | Jugoslavija |
| 2.  | Italija     |
| 3.  | Španjolska  |
| 4.  | Turska      |
| 5.  | Grčka       |
| 6.  | Egipat      |
| 7.  | Malta       |

| Pobjednici                 |
| -------------------------- |
| Jugoslavija Četvrti naslov |